# Adoptium
Adoptium (früher: AdoptOpenJDK) ist eine Community-Organisation, die sich zum Ziel gesetzt hat, Java-Laufzeitumgebungen (JDK/JRE) kostenlos und firmenunabhängig zur Verfügung zu stellen. Hierbei setzt Adoptium sowohl auf offenen Quellcode als auch auf eine komplette Offenlegung des Build-Prozesses.

## Geschichte und Struktur
Es gab bereits verschiedene auf dem OpenJDK basierte Laufzeitumgebungen, die man als Benutzer kostenlos beziehen kann. Beispiele hierfür sind Amazon Corretto, Azul Zulu oder Liberica von Bellsoft. Das JDK von Oracle kann man seit einiger Zeit nur noch für den privaten Gebrauch und die Bildung kostenlos nutzen. Für eine produktive Nutzung wird ein Supportvertrag mit Oracle benötigt. Alle diese Angebote sind allerdings immer von einer einzelnen Firma bereitgestellt und können sich daher bzgl. der Nutzungsbedingungen oder Lizenzen jederzeit ändern. Aus diesem Grund war es für die Java-Community wichtig, dass es auch eine komplett offene Möglichkeit geben muss, um ein JDK bzw. JRE für Java zu bekommen.
AdoptOpenJDK wurde aus der London Java Community heraus als eigene Community geboren. Mittlerweile wird das Projekt von Firmen wie Microsoft, Red Hat oder Amazon unterstützt. Geleitet wird AdoptOpenJDK von einem 9-köpfigen Technical Steering Committee (TSC), welches sich aus Mitarbeitern von Microsoft, IBM, Red Hat, Open Elements sowie der Zürcher Hochschule für Angewandte Wissenschaften (ZHAW) zusammensetzt.
Im Juni 2020 wurde geplant, dass AdoptOpenJDK als eines der Top-Level-Projekte bei der Eclipse Foundation aufgenommen werden soll. Dieser Schritt wurde im März 2021 vollzogen. Das Projekt wird seither von der Adoptium-Arbeitsgruppe geführt.

## Projekte
Das Hauptprojekt von Adoptium ist die herstellerunabhängige Java-Distribution Eclipse Temurin. Temurin basiert wie die meisten anderen Java-Distributionen auf dem OpenJDK. Der Name Temurin ist ein Anagramm von „Runtime“. Seit 2023 bieten die Firmen IBM, Red Hat und Open Elements kommerziellen Support für Temurin an.
Neben Temurin sind unter Adoptium unter anderem noch folgende Projekte gehostet:
- AQAvit – Eine Testsuite zum Testen von OpenJDK-Binaries

## Ablauf der OpenJDK-Builds

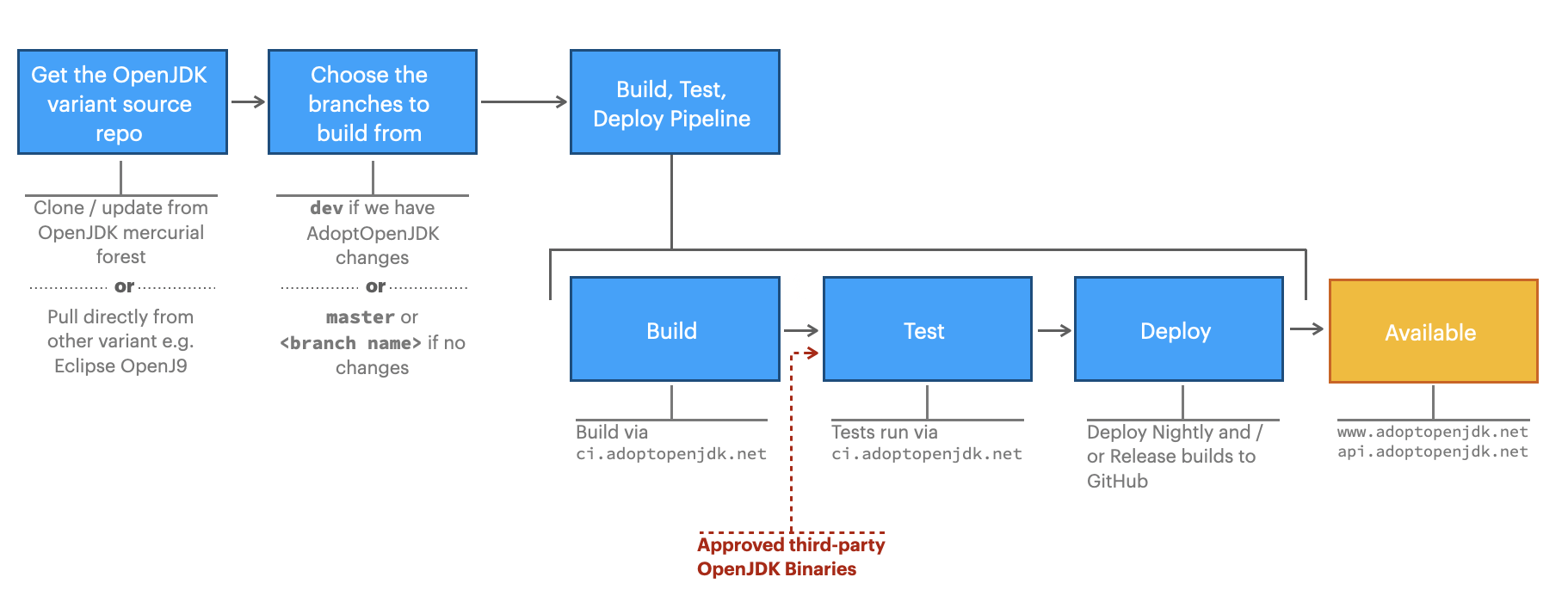
AdoptOpenJDK-Workflow für Build, Test und Distribution

Adoptium hat einen Workflow zum Bauen, Testen und Ausliefern von Java-Distributionen definiert. Dieser wird nicht nur von den eigenen Binaries von Temurin genutzt, sondern erlaubt es auch, Binaries von anderen Herstellern auf Basis der AQAvit-Testsuite zu überprüfen.

### AQA-Testsuite
Die AQAvit-Testsuite ist ein wichtiges Open-Source-Projekt innerhalb von Adoptium und erlaubt es, auf OpenJDK basierte Binaries auf ihre Funktionalität, Performance und Kompatibilität zu überprüfen. Hierbei wird eine extrem hohe Anzahl von Tests in verschiedenen Testgruppen (Benchmarks, Integrationstests etc.) bereitgestellt und bei jedem Build-Prozess ausgeführt.